# Kadyki (powiat nidzicki)
Kadyki (niem. Kadicki, w latach 1938–1945 Klein Sakrau, Abbau) – wieś w Polsce położona w województwie warmińsko-mazurskim, w powiecie nidzickim, w gminie Kozłowo. Wchodzi w skład sołectwa Zakrzewko.
W latach 1975–1998 miejscowość należała administracyjnie do województwa olsztyńskiego.